# 1945 en Colombie-Britannique
Chronologie de la Colombie-Britannique
- 1941
- 1942
- 1943
- 1944
- 1945
- 1946
- 1947
- 1948
- 1949

Cette page concerne des événements qui se sont produits durant l'année 1945 dans la province canadienne de Colombie-Britannique.

## Politique
- Premier ministre : John Hart.
- Chef de l'Opposition : Harold Winch du Parti social démocratique du Canada
- Lieutenant-gouverneur : William Culham Woodward
- Législature :

## Événements
- Fondation de la chaine de magasins London Drugs à Vancouver.

- La section britanno-colombienne du Parti communiste du Canada devient le Parti ouvrier progressiste.

- 31 août : élection générale britanno-colombienne.

## Décès
- 2 mars à Victoria : Emily Carr, née le 13 décembre 1871  à Victoria, artiste peintre canadienne[1],[2].